# Лемзагори
Лемзагори (груз. ლემზაგორი) — село в Грузии, на территории Лентехского муниципалитета края (мхаре) Рача-Лечхуми и Нижняя Сванетия.

## География
Село находится в северной части Грузии, на правом берегу реки Цхенисцкали, на расстоянии приблизительно 24 километров (по прямой) к востоку от посёлка городского типа Лентехи, административного центра муниципалитета. Абсолютная высота — 1269 метров над уровнем моря.

## Население
По результатам официальной переписи населения 2014 года, в Лемзагори проживало 79 человек (39 мужчин и 40 женщин). В национальной структуре населения грузины составляли 100 %.
| Год  | Население, человек |
| ---- | ------------------ |
| 2002 | 150                |
| 2014 | ↘ 79               |